# Filosofia della fisica

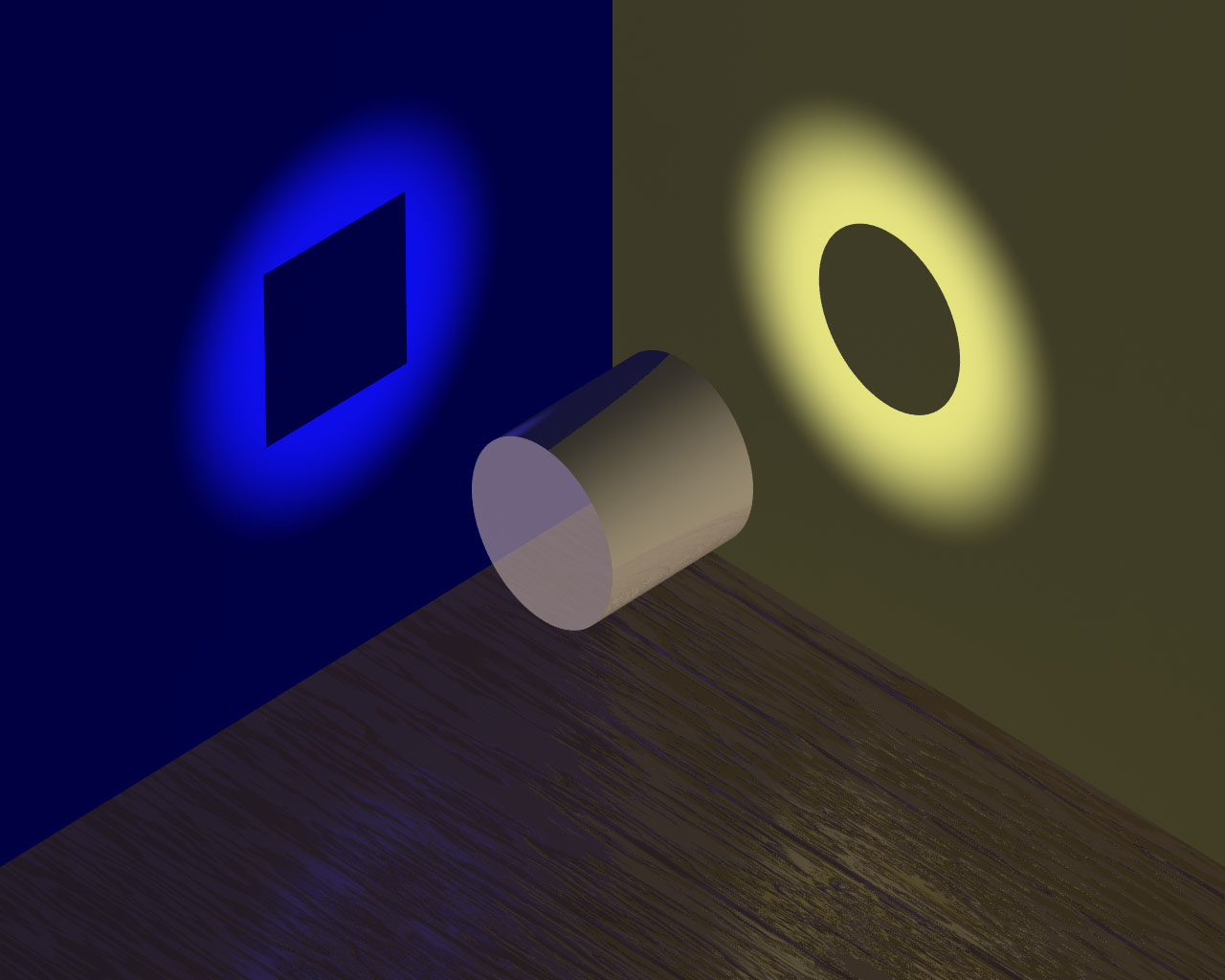
Il dualismo onda-particella costituisce uno dei problemi filosofici posti dalla meccanica quantistica, secondo cui lo stesso fenomeno si può manifestare in due modi diversi.

La filosofia della fisica è una branca della filosofia della scienza che studia gli aspetti filosofici (logici, ontologici, metafisici e epistemologici) delle teorie fisiche, in particolare di concetti quali materia, energia, spazio e tempo. Classicamente alcune di queste problematiche venivano studiate all'interno della metafisica o dell'ontologia.
La filosofia della fisica è interessata anche alle previsioni della relatività e della cosmologia, ai risultati e alle interpretazioni della meccanica quantistica, ai fondamenti della meccanica statistica, e alle questioni concernenti causalità, determinismo, natura delle leggi fisiche. Pur essendo una sotto-disciplina filosofica (può essere considerata una sotto-branca della più generale filosofia della scienza), la filosofia della fisica è contigua allo studio scientifico dei fondamenti della fisica e per alcuni aspetti non è distinguibile da esso.

## Filosofia della fisica classica
Anticamente lo studio della disciplina oggi denominata «fisica» coincideva con la filosofia della natura, che per secoli costituì l'avanguardia dell'indagine scientifica, coniugando l'osservazione sperimentale con la riflessione filosofica.
Essa tramontò per vari motivi tra la fine del XVIII e l'inizio del XIX secolo, quando Kant, tra gli altri, introdusse una distinzione tra la «filosofia naturale», che si occupa dei principi a priori fondanti la conoscenza della natura, e la «fisica» che si limita invece ad applicare quei principi.

### Determinismo
Dopo la rivoluzione scientifica ed i progressi avvenuti nel XVIII secolo, sulla scia delle scoperte di Isaac Newton divenne prevalente tra la maggior parte degli scienziati il presupposto che l'universo fosse governato da leggi naturali regolate da un rigoroso principio di causa-effetto, le quali potevano essere scoperte e formalizzate tramite osservazione scientifica ed esperimenti. Questa posizione è nota come determinismo. Tuttavia il determinismo, esteso all'ambito strettamente filosofico e teologica, sembra precludere il libero arbitrio: infatti se l'universo e quindi ogni persona in esso, è strettamente governato da leggi universali, ciò significa che anche il comportamento di una persona può essere determinato in linea di principio avendo una conoscenza dettagliata delle circostanze precedenti il suo comportamento. Tuttavia l'esistenza del caos preclude la predicibilità, dunque anche l'assenza del libero arbitrio, anche in un contesto di leggi deterministiche, sia pur non in senso assoluto (vedi caos deterministico). Dunque il libero arbitrio in senso assoluto è in realtà escluso automaticamente dal concetto stesso di legge fisica e dal fatto che l'uomo, come tutti i sistemi dell'universo, è soggetto alle leggi di natura.

## Filosofia della fisica moderna
La meccanica quantistica causò numerose controversie riguardanti la sua interpretazione filosofica. Fin dai primi sviluppi le sue teorie contraddicevano molte filosofie accettate. Tuttavia le sue predizioni matematiche corrispondono alle osservazioni.
In particolare viene messo in discussione il metodo scientifico sperimentale a partire dalla meccanica quantistica: il dualismo onda-particella e il principio di indeterminazione di Heisenberg mettono infatti in crisi il concetto di "misura" in senso assoluto introducendo il concetto di "incertezza" e sancendo il fallimento o crollo del determinismo laplaciano e la nascita del probabilismo/indeterminismo in senso assoluto, caratteristico della fisica moderna e che si ritrova in parte anche nell'epistemologia della complessità; inoltre la misura stessa è automaticamente "corrotta" dalla misurazione giacché misurare le proprietà di un sistema microscopico vuol dire inevitabilmente "perturbarlo": gli atomi dunque non sono direttamente osservabili, ma di fatto inosservabili nel loro stato originario, anche con l'uso del microscopio elettronico, dunque di fatto scientificamente "teorizzati". Anche il concetto/principio di causalità viene rivisto in maniera meno forte rispetto a tutta la fisica classica. Anche i teoremi di incompletezza di Gödel possono essere intesi a supporto del concetto di incertezza.

### Indeterminismo e probabilismo
Contro i sostenitori del determinismo, come Einstein e Max Planck, l'indeterminismo —capeggiato dall'astronomo inglese Arthur Eddington — sostiene che un ente fisico ha una componente ontologicamente indeterminata che non è dovuta alle limitazioni epistemologiche dello studioso. Il principio di indeterminazione allora, non è causato da variabili nascoste, ma da un indeterminismo intrinseco nella natura stessa.
Altri sostenitori dell'indeterminismo furono Heisenberg, Bohr, Jeans, Weyl, Compton, Thomson, Jordan, Millikan, Lemaître e Reichenbach.
In particolare viene messo in discussione il metodo scientifico sperimentale a partire dalla meccanica quantistica: il dualismo onda-particella e il principio di indeterminazione di Heisenberg mettono infatti in crisi il concetto di "misura" in senso assoluto introducendo il concetto di "incertezza" e sancendo il fallimento del determinismo laplaciano e la nascita dell'indeterminismo in senso assoluto, caratteristico di tutta la fisica moderna; inoltre la misura stessa è automaticamente "corrotta" dalla misurazione giacché misurare le proprietà di un sistema microscopico vuol dire inevitabilmente "perturbarlo": gli atomi dunque non sono direttamente osservabili, ma di fatto inosservabili nel loro stato originario, anche con l'uso del microscopio elettronico, dunque di fatto "teorizzati".

### Teoria del tutto
Secondo alcuni l'obiettivo ultimo della fisica moderna e della fisica teorica sarebbe la creazione di una teoria del tutto volta all'unificazione di tutte le interazioni fondamentali ed in ciò effettivamente convergono "asintoticamente" tutte teorie proposte e validate; secondo altri l'impresa potrebbe essere utopica in virtù dei noti teoremi di incompletezza di Gödel e considererebbero la fisica un percorso di conoscenza senza fine.

## Filosofia del tempo
Il tempo è una delle grandezze fondamentali della fisica. Nella filosofia il tempo è la dimensione nella quale si concepisce e si misura il trascorrere degli eventi.
Vi sono molte domande filosofiche sul tempo, a cui finora si è riusciti a rispondere solo con altre domande. Queste sono le principali:
- Il tempo è assoluto o meramente relazionale?
- Il tempo senza cambiamento è concettualmente impossibile?
- Il tempo scorre, oppure l'idea di passato, presente e futuro è completamente soggettiva, descrittiva?
- Il tempo è lineare o lo è solo nel breve spazio di tempo che l'uomo ha sperimentato e sperimenta?

### Tempo e entropia
Un aspetto molto importante del tempo in fisica è che le leggi della meccanica classica sono indifferenti rispetto alla direzione del tempo, non esiste una direzione privilegiata (dal passato verso il futuro) in tali leggi. Richard Feynman faceva notare (in La legge fisica) come la natura preferenziale della freccia temporale compaia solo nella termodinamica, con l'introduzione della entropia, la quale indica una direzione irreversibile nell'evoluzione dell'universo.

## Filosofia dello spazio
Lo spazio fisico in cui ci muoviamo, e in cui interagiamo col mondo oggettivo, è un concetto primitivo? La nozione di spazio in fisica non è facile da descrivere. Alcune questioni filosofiche riguardanti lo spazio comprendono:
- Lo spazio è assoluto o puramente relazionale?
- Lo spazio possiede una geometria intrinseca, o la geometria dello spazio è solo una convenzione?

Molti scienziati hanno preso parte a questo dibattito, tra i quali Isaac Newton (lo spazio è assoluto), Gottfried Leibniz (lo spazio è relazionale) e Henri Poincaré (la geometria spaziale è una convenzione).

## Filosofia dello spazio-tempo
Un grande progresso del pensiero è stato la formulazione della teoria della relatività ("ristretta" nel 1905 e "generale" nel 1916) di Einstein, secondo la quale il tempo non è assoluto, ma dipende dalla velocità (quella della luce è una costante universale: c = circa 299.792,458 km al secondo) e dal riferimento spaziale che si prende in considerazione. Secondo Einstein è più corretto parlare di spaziotempo, perché i due aspetti (cronologico e spaziale) sono inscindibilmente correlati tra loro; esso viene modificato dai campi gravitazionali, che sono capaci di deflettere la luce e di rallentare il tempo (teoria della relatività generale). Quindi da Einstein in poi i due enti che sembravano primitivi diventano intrinsecamente legati.

### Aspetti recenti
Recentemente è emersa anche la questione, sollevata dalle teorie della gravitazione quantistica, se lo spazio-tempo sia continuo (relatività generale) o quantizzato (gravità quantistica a loop).